# Sedella
Sedella é um município da Espanha na província de Málaga, comunidade autónoma da Andaluzia, de área 32 km² com população de 581 habitantes (2004) e densidade populacional de 16,63 hab/km².

## Demografia
| Variação demográfica do município entre 1991 e 2004 | Variação demográfica do município entre 1991 e 2004 | Variação demográfica do município entre 1991 e 2004 | Variação demográfica do município entre 1991 e 2004 |
| --------------------------------------------------- | --------------------------------------------------- | --------------------------------------------------- | --------------------------------------------------- |
| 1991                                                | 1996                                                | 2001                                                | 2004                                                |
| 470                                                 | 526                                                 | 513                                                 | 523                                                 |